# Championnats du Québec de Scrabble francophone
Le Championnat du Québec de Scrabble se déroule en cinq parties de Scrabble duplicate. Il est organisé par la Fédération québécoise des clubs de Scrabble francophone. La version anglophone est le championnat du Canada de Scrabble anglophone.

## Scrabble duplicate

### Championnat du Québec Individuel
| Année | Podium                                                           |
| ----- | ---------------------------------------------------------------- |
| 1982  | 1. Jean-Pierre Sangin, 2. Mario Buteau, 3. Guy Pérusse           |
| 1983  | 1. Jean-Pierre Sangin, 2. Mario Buteau, 3. Richard Favreau       |
| 1984  | 1. Mario Buteau, 2. Marc Pérusse, 3. Guy Pérusse                 |
| 1985  | 1. Mario Buteau, 2. Guy Pérusse, 2. Jacques Forbes               |
| 1986  | 1. Guy Pérusse, 2. Marc Pérusse                                  |
| 1987  | 1. Guy Pérusse, 2. Mario Buteau, 3. Didier Clerc                 |
| 1988  | 1. Mario Buteau, 2. Didier Clerc, 3. François Bédard             |
| 1989  | 1. François Bédard, 2. Mario Buteau, 3. Pierre Q. T. Nguyen      |
| 1990  | 1. François Bédard, 2. Mario Buteau, 3. Didier Clerc             |
| 1991  | 1. François Bédard, 2. Mario Buteau, 3. Simon Levasseur          |
| 1992  | 1. Mario Buteau, 2. François Bédard, 3. Germain Boulianne        |
| 1993  | 1. François Bédard, 2. Germain Boulianne, 3. Mario Buteau        |
| 1994  | 1. François Bédard, 2. Mario Buteau, 3. Germain Boulianne        |
| 1995  | 1. François Bédard, 2. Germain Boulianne, 3. Marielle Gingras    |
| 1996  | 1. Mario Buteau, 2. François Bédard, 3. Marielle Gingras         |
| 1997  | 1. Germain Boulianne, 2. François Bédard, 3. Mario Buteau        |
| 1998  | 1. François Bédard, 2. Germain Boulianne, 3. Simon Levasseur     |
| 1999  | 1. Germain Boulianne, 2. Mario Buteau, 3. François Bédard        |
| 2000  | 1. Germain Boulianne, 2. Luc Perron, 3. Mario Buteau             |
| 2001  | 1. Germain Boulianne, 2. Mario Buteau, 3. Didier Kadima          |
| 2002  | 1. Germain Boulianne, 2. Didier Kadima, 3. Guillaume Fortin      |
| 2003  | 1. Germain Boulianne, 2. Didier Kadima, 3. Guillaume Fortin      |
| 2004  | 1. Didier Kadima, 2. François Bédard, 3. Germain Boulianne       |
| 2005  | 1. Didier Kadima, 2. Germain Boulianne, 3. Marielle Gingras      |
| 2006  | 1. Germain Boulianne, 2. François Bédard, 3. Jacques Forbes      |
| 2007  | 1. Didier Kadima, 2. François Bédard, 3. Germain Boulianne       |
| 2008  | 1. Germain Boulianne, 2. François Bédard, 3. Francis Desjardins  |
| 2009  | 1. Didier Kadima, 2. Germain Boulianne, 3. François Bédard       |
| 2010  | 1. Francis Desjardins, 2. Germain Boulianne, 3. François Bédard  |
| 2011  | 1. Germain Boulianne, 2. François Bédard, 3. Marielle Gingras    |
| 2012  | 1. Francis Desjardins, 2. François Bédard, 3. Guillaume Fortin   |
| 2013  | 1. Francis Desjardins, 2. Germain Boulianne, 3. Jean Daigle      |
| 2014  | 1. Francis Desjardins, 2. Guillaume Fortin, 3. Germain Boulianne |
| 2015  | 1. Germain Boulianne, 2. François Bédard, 3. Marielle Gingras    |
| 2016  | 1. François Bédard, 2. Germain Boulianne, 3. Francis Desjardins  |
| 2017  | 1. Francis Desjardins, 2. Germain Boulianne, 3. Guillaume Fortin |
| 2018  | 1. Francis Desjardins, 2. François Bédard, 3. Germain Boulianne  |
| 2019  | 1. Germain Boulianne, 2. Francis Desjardins, 3. François Bédard  |
| 2021  | 1. François Bédard, 2. Germain Boulianne, 3. Francis Desjardins  |

#### Classement par nombre de tournois remportés
1. Germain Boulianne (11)
2. François Bédard (9)
3. Francis Desjardins (6)
4. Mario Buteau (5)
5. Didier Kadima (4)
6. Guy Pérusse (2)
6. Jean-Pierre Sangin (2)

### Championnats du Québec par catégorie d'âge
Trois titres furent octroyés entre 1993 et 1995
| Année | junior (16 à 18 ans)    |
| ----- | ----------------------- |
| 1993  | Amélie Lauzon           |
| 1994  | Christian Joncas        |
| 1995  | Charles-Étienne Beaudry |

Les championnats du Québec par catégorie d'âge sont disputés de nouveau depuis 2001
| Année | cadet (moins de 16 ans) | junior (16 à 18 ans) | vermeil (plus de 60 ans) |  |
| ----- | ----------------------- | -------------------- | ------------------------ |  |
| 2001  | Joanie Gosselin         | Philippe Lefrançois  | Jeanne Lapointe          |  |
| 2002  | Jean Simon Tremblay     | Philippe Lefrançois  | Jeanne Lapointe          |  |
| 2003  | Nassima Benhacine       | Philippe Lefrançois  | Jeanne Lapointe          |  |
| 2004  | Nassima Benhacine       | Joanie Gosselin      | Pauline Bernier          |  |
| 2005  | Francis Desjardins      | Joëlle Desgagnés     | Pauline Bernier          |  |
| 2006  | Francis Desjardins      | Joëlle Desgagnés     | Jacqueline St-Pierre     |  |
| 2007  | Kun-Biao Fu-Gagnier     | Francis Desjardins   | Pierrette Bisaillon      |  |
| 2008  | Kun-Biao Fu-Gagnier     | Francis Desjardins   | Jean Archambault         |  |
| 2009  | Jasmine Parent          | Francis Desjardins   | Marielle Gingras         |  |
| 2010  | Jasmine Parent          | Simon Guay-Laberge   | Réjean Barnabé           |  |

### Championnat du Québec par paires
Le championnat du Québec par paires est tournoi duplicate en trois manches. Les joueurs forment des équipes de deux joueurs pour discuter leurs solutions.
| Année |                     |                    |
| ----- | ------------------- | ------------------ |
| 1984  | Guy Pérusse         | Denis Savard       |
| 1985  | Guy Pérusse         | Marc Pérusse       |
| 1986  | Paul Bergeron       | Jacques Forbes     |
| 1987  | Guy Pérusse         | Marc Pérusse       |
| 1988  | Guy Pérusse         | Marc Pérusse       |
| 1989  | François Bédard     | Didier Clerc       |
| 1990  | François Bédard     | Didier Clerc       |
| 1991  | François Bédard     | Pierre Q.T. Nguyen |
| 1992  | Germain Boulianne   | Simon Levasseur    |
| 1993  | inconnu             |                    |
| 1994  | Germain Boulianne   | Mario Buteau       |
| 1995  | inconnu             |                    |
| 1996  | François Bédard     | Marielle Gingras   |
| 1997  | Mario Buteau        | Simon Levasseur    |
| 1998  | François Bédard     | Marielle Gingras   |
| 1999  | Mario Buteau        | Pierre Q.T. Nguyen |
| 2000  | Mario Buteau        | Pierre Q.T. Nguyen |
| 2001  | Germain Boulianne   | Guillaume Fortin   |
| 2002  | Mario Buteau        | Pierre Q.T. Nguyen |
| 2003  | Germain Boulianne   | Guillaume Fortin   |
| 2004  | Germain Boulianne   | Guillaume Fortin   |
| 2005  | Germain Boulianne   | Guillaume Fortin   |
| 2006  | Germain Boulianne   | Guillaume Fortin   |
| 2007  | Jean Archambault    | François Bédard    |
| 2008  | Jean-Pierre Auclair | Francis Desjardins |
| 2009  | Jean-Pierre Auclair | Francis Desjardins |
| 2010  | Louis Garand        | Marielle Gingras   |
| 2011  | Louis Garand        | Marielle Gingras   |
| 2012  | Joanie Gosselin     | Olivier Bernardin  |
| 2013  | Jean-Pierre Auclair | Francis Desjardins |
| 2014  | Jean-Pierre Auclair | Francis Desjardins |
| 2024  | Pierre Bergeron     | Marc Pérusse       |

#### Classement par nombre de tournois remportés
1. Germain Boulianne (7)
2. François Bédard (6)
3. Mario Buteau (5)
3. Guillaume Fortin (5)
5. Jean-Pierre Auclair (4)
5. Francis Desjardins (4)
5. Guy Pérusse (4)
5. Pierre Q.T. Nguyen (4)

## Scrabble classique
| 2007 | 1. Annette BOUTIN    | 2. Nicole LEROUX          | 3. Lucie LEBEL            |
| 2009 | 1. Christian KASANDA | 2. Francis DESJARDINS     | 3. David GERMONT          |
| 2010 | 1. Didier KADIMA     | 2. Daouda BA              | 3. André DEGUIRE          |
| 2011 | 1. André DEGUIRE     | 2. Jean-François LACHANCE | 3. Ginette MASSE          |
| 2012 | 1. Yvan BRIAND       | 2. André DEGUIRE          | 3. Édouard HUOT           |
| 2013 | 1. Édouard HUOT      | 2. Guy AYISSI EYEBE       | 3. Jean-François LACHANCE |
| 2014 | 1. Didier KADIMA     | 2. Daniel PETITJEAN       | 3. Guy AYISSI EYEBE       |